# Višji štabni praporščak
Višji štabni praporščak je najvišji podčastniški čin v Slovenski vojski, po Nato standardu uvrščen na raven OR9 CSEL. Tipična dolžnost v tem činu je glavni podčastnik SV.
Višji štabni praporščak opravlja najbolj prestižne podčastniške dolžnosti v SV. Osnovna naloga višjega štabnega praporščaka je svetovanje načelniku ali poveljniku v zadevah, ki se nanašajo na podčastniški zbor. Zagotavlja pretok informacij o problemih vojakov in podčastnikov po podčastniški liniji. Pri vseh aktivnostih SV in ministrstva za obrambo (v nadaljevanju MORS) predstavlja vojake in podčastnike. Prav tako spremlja in svetuje pri kadrovsko statusnih postopkih za podčastnike. Samostojno sodeluje na mednarodnih vojaških posvetih. Pomembna je njegova vloga za uvajanje novih standardov znanj v SV. Vodi podčastniški zbor ter usmerja delo vojakov in podčastnikov v podrejenih enotah.
Slovenska vojska :